# Sagar (stad)
Sagar (Hindi:  सौगढ़), vroeger Saugor, is een stad en gemeente in de Indiase deelstaat Madhya Pradesh. Het ligt zo'n 170 kilometer ten noordoosten van Bhopal aan het Lakha-Banjarameer, omgeven door de noordelijke uitlopers van het Vindhyagebergte en de gemeente had in 2011 370.296 inwoners.